# Sotdvärgtyrann
Sotdvärgtyrann (Serpophaga nigricans) är en fågel i familjen tyranner inom ordningen tättingar.

## Utbredning och systematik
Fågeln förekommer från sydöstra Bolivia till centrala Argentina, östra Paraguay, Uruguay och södra Brasilien. Den behandlas som monotypisk, det vill säga att den inte delas in i några underarter.

## Status
IUCN kategoriserar arten som livskraftig.